# Terra nullius
Terra nullius je latinský výraz, který vychází z římského práva a znamená „země nikoho“. Převzat byl do mezinárodního práva a popisuje území, které nikdy nebylo subjektem svrchovanosti žádného státu, nebo takové, na nějž žádný dřívější vládce nevyjádřil nárok. Svrchovanost nad teritoriem, kterým je terra nullius, může být obdržena skrze její okupaci, což může být v některých případech porušením mezinárodního práva nebo dohod. Termín je odvozen z papežské buly Terra nullius Urbana II., která umožňuje křesťanským evropským státům zabírat území, která nejsou obydlená křesťany.[zdroj⁠?!]

## Současnáterra nullius
Pro potřeby tohoto seznamu jsou za terra nullius považována území, která v současné době nejsou spravována žádným suverénním státem (bez ohledu na to, zda jde o území bez správy i z hlediska mezinárodního práva a zda se některé státy dožadují nároků na toto území), případně území, která by měla být terra nullius z hlediska mezinárodního práva. Z mezinárodněprávního hlediska jsou územími nikoho pouze Antarktida a Západní Sahara, druhé jmenované je jím však pouze de iure.
| Území                         | Území      | Území         | Území          | Právní status           | Právní status                                   | Právní status                                   | Právní status                                                                             |
| Území                         | Území      | Území         | Území          | Charakter terra nullius | Současný správce či ovládající stát             | Stát s nárokem na území dle mezinárodního práva | Státy se dožadující se nároku na území                                                    |
| Název                         | Světadíl   | Rozloha v km² | Počet obyvatel | Charakter terra nullius | Současný správce či ovládající stát             | Stát s nárokem na území dle mezinárodního práva | Státy se dožadující se nároku na území                                                    |
| ----------------------------- | ---------- | ------------- | -------------- | ----------------------- | ----------------------------------------------- | ----------------------------------------------- | ----------------------------------------------------------------------------------------- |
| Antarktida                    | Antarktida | 14 200 000    | 1 000–5 000    | de iure i de facto      | Sekretariát Antarktické smlouvy                 | –                                               | Francie, Norsko, Austrálie, Nový Zéland, Velká Británie a Severní Irsko, Argentina, Chile |
| Západní Sahara                | Afrika     | 266 000       | 513 008        | de iure                 | Maroko, Saharská arabská demokratická republika | –                                               |                                                                                           |
| Bír Tavíl                     | Afrika     | 2 060         | 0              | de facto                | –                                               | Egypt                                           | –                                                                                         |
| Gornja Siga a přilehlá území  | Evropa     | 7             | 0              | de facto                | –                                               | Srbsko                                          | –                                                                                         |
| Nárazníková zóna OSN na Kypru | Asie       | 346           | 10 000         | de facto                | Organizace spojených národů                     | Kypr                                            | Kypr, Severní Kypr                                                                        |
| Zóna UNDOF                    | Asie       | 235           | 4 318          | de facto                | Organizace spojených národů                     | Sýrie                                           | Sýrie, Izrael                                                                             |

### Bír Tavíl
Bír Tavíl je pouštní oblast na súdánsko-egyptské hranici s rozlohou 2060 km², která formálně náleží Egyptu. Ve skutečnosti je však území v současné době bez správy a žádný suverénní stát na ně nevznáší svůj nárok. Na území však vzneslo nárok několik jednotlivců, kteří zde vyhlašují tzv. mikronárody.

### Gornja Siga a přilehlá území

Kontrolováno Srbskem a nárokováno Chorvatskem.
Nekontrolováno a nárokováno žádným státem (podle chorvatského nároku náleží Srbsku, podle srbského nároku patří Chorvatsku) – terra nullius.

Formální hranici mezi Chorvatskem a Srbskem tvoří řeka Dunaj, respektive její původní tok. Srbsko však považuje za hranici tok současný, což má za následek, že některá drobná území na východ od Dunaje jsou předmětem sporu mezi Chorvatskem a Srbskem a naopak čtveřice ploch na západ od této řeky (největší má asi 7 km² a nazývá se Gornja Siga), které formálně patří Srbsku, nejsou nárokovány žádným suverénním státem a v současné době jsou bez správy. Spor mezi Chorvatskem a Srbskem v současné době zřejmě spěje k dohodě.
Gornja Siga je od roku 2015 nárokována Čechem Vítem Jedličkou, který zde vyhlásil mikronárod Liberland.

### Antarktida

Územní nároky na Antarktidu

Signatáři Antarktické dohody z roku 1959 se dohodli nevznášet nároky na Antarktidu. Existující územní nároky na Antarktidu jsou Antarktickým smluvním systémem pozastaveny a státy je tak v praxi nemohou uplatňovat. Část Antarktidy, Země Marie Byrdové, nebyla navíc nikdy nárokována žádným svrchovaným státem. Také norský nárok na Zemi královny Maud neměl doslovně stanovenou jižní hranici. Takže jeho nespecifikovaná jižní část mohla být také považována za nenárokovanou. Norsko však oblast formálně anektovalo 12. června 2015. Za terra nullius je (i přes výše uvedené) možné považovat celou Antarktidu.

### UNFICYP
Za terra nullius je do jisté míry možno považovat území, která jsou z preventivních důvodů spravována na mezinárodní úrovni. Kromě tohoto území a území níže uvedeného je pod formální správou OSN také Kosovo, de facto jej však spravuje mezinárodně neuznávaná vláda Republiky Kosovo. Kyperská zóna oddělující navzájem se neuznávající státy Kypr a Severní Kypr je z bezpečnostních důvodů pod správou OSN od roku 1974.

### UNDOF
Zóna oddělující státy Izrael a Sýrii je od roku 1974 z bezpečnostních důvodů pod správou OSN. Státy spolu dlouhodobě soupeří o kontrolu nad Golanskými výšinami.

### Západní Sahara
Jde o území, která má dle OSN status nesamosprávného území, ve skutečnosti je však jako západní část ovládá Maroko a na zbytku území byla vyhlášena mezinárodně neuznaná Saharská arabská demokratická republika.

## Oceány a vesmírná tělesa

### Mezinárodní vody
Podle úmluvy OSN o mořském právu z roku 1982 se k mezinárodním vodám a mezinárodnímu mořskému dnu přistupuje podle principu společného dědictví světa.

### Nebeská tělesa
Podle smlouvy o meziplanetárním prostoru z roku 1967 nemůže na kosmický prostor včetně Měsíce a dalších nebeských těles žádný stát prosazovat svou svrchovanost. Pro signatáře této dohody jsou nebeská tělesa brána, de iure, jako tzv. „společné dědictví lidstva“.